# Josef Kuchen
Josef Kuchen (* 10. Oktober 1907 in Mariadorf; † 12. Februar 1970 in Neuss) war ein deutscher Maler, Mitglied der Rheinischen Sezession.

## Leben
Kuchen wurde als Sohn des Polizeibeamten Heinrich Kuchen und seiner Frau Therese in Mariadorf im Aachener Bergbaurevier geboren. Trotz einer körperlichen Behinderung (ihm fehlte von Geburt an der linke Arm) entdeckte er schon als Schüler schnell seine künstlerischen Talente und verbrachte viel Zeit beim Zeichnen in der Umgebung des Industrie- und Bergarbeiterortes. Nach dem Abitur begann er 1927 zunächst ein Studium der Philologie in Bonn und München, das er jedoch schon 2 Jahre später zugunsten der Kunst zurückstellte. Im Frühjahr 1929 wurde er als einer von ganz wenigen Bewerbern an der Staatlichen Kunstakademie Düsseldorf akzeptiert und trat zunächst in die Zeichenklasse von Wilhelm Schmurr ein, später wechselte er in die Malklasse von Max Clarenbach. Im Februar 1934 beendete Josef Kuchen die Akademie als Meisterschüler.
1937 heiratete Josef Kuchen Maria Reichert, eine ehemalige Kommilitonin aus Bonner Studienzeiten, und blieb bis zu seinem Tode mit ihr zusammen. Das Paar bekam zwei Töchter, Evamaria und Miriam.
Der Maler zog nach Abschluss des Studiums zunächst wieder zu seinen Eltern, die seit 1934 in Büttgen bei Neuss lebten. Nach der Hochzeit bezog das junge Paar eine Wohnung in Neuss. In den letzten beiden Kriegsjahren nach Alsdorf evakuiert, zog die Familie Kuchen nach dem Krieg zunächst nach Holzbüttgen, um sich dann ab 1953 endgültig wieder in Neuss niederzulassen.
Von der Stadt Neuss wurde der Maler zu seinem 60. Geburtstag mit einer Einzelausstellung in der Stadthalle geehrt. Seinem 10. Todestag wurde im Februar 1980 eine Sonderausstellung im Neusser Clemens-Sels-Museum gewidmet. Zudem wurde die Josef-Kuchen-Straße in Kaarst nach dem Künstler benannt.

## Werk
Kuchen ist eng mit der Düsseldorfer Malerschule verbunden und gehört in den Kreis der Künstler um Max Clarenbach, Theo Champion, und Robert Pudlich. Mit ihnen führte er vielfältige Ausstellungen im In- und Ausland durch, unter anderem in Berlin, Stuttgart, Wien und Florenz.
Seine Kunst entwickelte sich von einem spätimpressionistischen Stil im Laufe der Jahre hin ins Expressive, manchmal mit einem Anklang ins Surreale. Kuchen malte seine Werke zumeist nicht vor der Natur, sondern im Atelier auf Basis von zuvor schnell angefertigten Skizzen. Die zarte und distanzierte Farbwahl und Komposition wurde dadurch mehr von seiner Empfindung als von den tatsächlichen Gegebenheiten beeinflusst.
Das frühe malerische Werk ging bei einem Bombenangriff auf den Neusser Hafen im Jahr 1944 fast vollständig verloren. Die späteren Werke wurden zunächst überwiegend in Öl, ab den 60er Jahren dann zunehmend in Tempera ausgeführt.
Aufgrund vielfältiger Ankäufe und Aufträge befindet sich ein Teil des Werkes im Besitz der Stadt Neuss und des Clemens-Sels-Museums. Weitere Werke befinden sich in Schulen, Kirchen und in Privatbesitz. Herauszuheben sind 14 in Kreide ausgeführte Kreuzwegstationen für die katholische Kirche in Holzbüttgen aus dem Jahr 1951.